# Xenofioforeus
Els xenofioforeus (Xenophyophorea) són una classe foraminífers gegants que es troben en els oceans, fins a fondàries de 10.641 metres. Es troben en gran nombre a les planes abissals. Un recent estudi suggereix que són un grup especialitzat de Foraminifera. Se n'han reconegut 47 espècies en 13 gèneres i 2 ordres; un d'ells, Syringammina fragilissima, es troba entre els protozous més grans coneguts amb un diàmetre màxim de 20 cm.
Els xenofioforeus poden ser una part important dins l'ecosistema bentònic per la seva constant bioturbació dels sediments, proporcionant un hàbitat per a altres organismes com els isòpodes. La recerca ha comprovat que les zones dominades pels xenofioforeus tenen de 3 a 4 vegades més de crustacis, equinoderms i mol·luscs que les zones sense xenofioforeus. Els xenofioforeus també tenen un paper de comensals d'isòpodes, sipuncula i poliquets, nematodes, i copèpodes Harpacticoida.
Els xenofioforeus són difícils d'estudiar per la seva extrema fragilitat.